# Síntesis de aziridina de Hoch-Campbell
La síntesis de aziridina de Hoch-Campbell es un método de síntesis orgánica en donde se obtiene un ciclo de aziridina por tratamiento de cetoximas con exceso de un reactivo de Grignard; posteriormente el producto se somete a hidrólisis para producir la aziridina deseada.